# Belgrave Road
Pour les articles homonymes, voir Belgrave.
Belgrave Road est une avenue de la ville de Londres, Royaume-Uni.

## Situation et accès
Elle se situe dans le quartier de Pimlico, dans la Cité de Westminster. Elle relie Eccleston Bridge au nord-ouest et Lupin Street au sud-est. La rue est longue d'environ 750 m. Elle est bordée de trois espaces verts, Eccleston Square, Warwich Square et George Square et compte de nombreux hôtels chics.
On ne trouve que très peu de commerces dans l'avenue. Sa proximité avec la gare Victoria et son atmosphère calme et élégante ont fait de Belgrave Road un lieu touristique de Londres.
Les stations de métro les plus proches sont, au nord, la station Victoria, desservie par les lignes  Circle  District  Victoria et, au sud, la station Pimlico, où circulent les rames de la ligne  Victoria.

## Origine du nom
Elle doit son nom à la famille Grosvenor, propriétaire d’un domaine dans le Leicestershire appelé Belgrave.

## Bâtiments remarquables et lieux de mémoire
- Warwick Square